# 明朝政黨
明朝政黨，是明神宗萬曆後期以來士大夫所組織的政治團體，目的為控制內閣及六部，打壓政見相左的異議人士。由於明朝的政黨仍是以維護自身權益為主的朋黨，因此並非現代意義的政黨。

## 背景
萬曆後期，國本之爭、楚宗之亂、明末三案、京察之爭相繼爆發，嚴重分化朝中的士大夫集團，許多朝廷命官以籍貫為號召，集結士大夫組織朋黨，以便攻擊政敵。此時的明神宗已有數十年不曾上朝，對於朋黨之爭不聞不問，黨爭遂綿延數十年，幾無寧日。

## 東林黨
万历三十二年（1604年），吏部郎中顾宪成在國本之爭反對神宗的「三王並封」方案，被削籍歸里。顧返鄉後與高攀龙为首的学者重修宋儒楊中立主講的东林书院，並在此讲学，學問調和了陽明學與朱子學，主要是陽明學的守舊派，甚至是偏朱子學，每年一大会，每月一小会，会期各3天。东林书院则成为江南谈论国事的舆论中心，在此谈论国事的人则以东林党人自居。东林党聚集了在朝在野的各种势力，在讲学之余“讽议朝政，裁量人物”，提出了一些有利于国家改革时政的建议，例如加强军权 “京案”“行取”考察官员，澄清吏治，限制閣權，政歸六部，停止矿税的掠夺等。奉顧憲成、趙南星、鄒元標為黨魁，號稱「東林三君」，另有在內閣主事的葉向高執掌人事機要。
東林黨在天启後期被當局取締，但其在南方的力量幾乎未被触动，这也是崇祯登基后反扑閹黨的力量来源。

## 浙黨
萬曆二十九年（1601年），浙江籍的沈一貫出任首輔，與同鄉朱賡、門生李廷機提拔親信出仕，形成朝廷最大的政治勢力。之後為與東林黨進行政治攻防，沈集結姚宗文、劉廷元等浙江士大夫正式組建浙黨。
沈一貫致仕後，方從哲接任黨魁，並在萬曆四十二年（1614年）組閣執政，惟六年後因紅丸案下台。此後浙黨趨向泡沫化，大部分成員轉而投靠閹黨。

## 楚黨
萬曆後期，戶科給事中官應震、兵科給事中吳亮嗣集結湖廣士大夫組建楚黨，由於黨勢較弱，多依附浙黨。
永曆年間，楚黨變為湖廣總督何騰蛟、大學士瞿式耜用以爭奪權位的政治集團，後因何、瞿殉國而式微。

## 齊黨
萬曆後期，吏科給事中亓詩教、禮科給事中周永春集結山東士大夫組建齊黨，由於黨勢較弱，多依附浙黨。

## 宣黨
萬曆後期，直隸宣城出身的南京國子監祭酒湯賓尹集結詹沂、劉光復、鄭繼芳等直隸士大夫組建宣黨，在万历三十九年（1611年）的辛亥京察中，宣黨被東林黨人斥逐出京，失勢垮台，留京者轉而依附齊楚浙黨。

## 崑黨
萬曆後期，江蘇崑山出身的左諭德顧天峻集結江蘇士大夫組建崑黨，與宣黨合攻東林黨，在万历三十九年（1611年）的辛亥京察中，崑黨被東林黨人斥逐出京，失勢垮台，留京者轉而依附齊楚浙黨。

## 秦黨
萬曆後期，吏部尚書孫丕揚集結王國、王圖等陝西士大夫組建秦黨，與宣、崑二黨長年相爭。万历三十九年（1611年），孫受命主持辛亥京察，聯合東林黨將宣、崑黨籍的大批士大夫斥逐出京，次年孫丕揚因推薦東林黨入閣之事未獲神宗批准，亦致仕歸里，秦黨遂併入東林黨。

## 閹黨
明熹宗時，宦官魏忠賢提督東廠，獨攬大權，結合了齊、楚、浙諸黨失意的士大夫，組成閹黨，施行恐怖統治，控制廠衛特務機構，爪牙遍及各地，實行血腥鎮壓。天启五年（1625年），熹宗下詔拆毀全國書院，許多東林人物被迫害，朝野忠良盡去。天启六年，魏又逼死了高攀龍、杀害了周宗建、黃尊素、李应升等東林七君子，东林书院被全部拆毁，讲学亦告中止。东林党在北京朝廷中的势力幾被消灭殆盡，時東林“纍纍相接，駢首就誅”，閹黨聲勢如日中天。
崇祯帝即位後，魏忠賢失勢，被迫自縊，崇祯帝以「逆案」掃除閹黨，明定黨人永不錄用，但閹黨勢力並未完全消除。南明弘光朝時，首輔馬士英為了與東林黨爭權，大量任用名列逆案的官員，被視為閹黨再起。